# American Tragedy (álbum de Hollywood Undead)
American Tragedy —en español: Tragedia americana— es el segundo álbum de estudio de la banda estadounidense de rap rock Hollywood Undead. La producción del álbum comenzó después de la entrada de Daniel Murillo en la banda a principios de 2010 y finalizó en diciembre. Don Gilmore y Grosse Ben, quienes ayudaron a producir el álbum debut de la banda, Swan Songs, también participaron en la producción del á
Este álbum con su rap metal y nu metal, se asemeja a su anterior trabajo, Swan Songs, sin embargo este disco se diferenció por ser más melódico en general, alternando también con pequeñas influencias del rock/metal alternativo.
Originalmente listo para salir en marzo, American Tragedy fue lanzado el 5 de abril de 2011 en los Estados Unidos y otras fechas del mismo mes en otros países.

## Lista de canciones
Todas las canciones son escritas e interpretadas por Hollywood Undead, con autores específicos que se detallan para cada pista.
| N.º | Título              | Escritor(es)                                               | Productor(es)                             | Duración |  |
| 1.  | «Been to Hell»      | Jorel Decker, Daniel Murillo, George Ragan, Jordon Terrell | Don Gilmore                               | 3:23     |  |
| 2.  | «Apologize»         | Decker, Murillo, Ragan, Matthew St. Claire, Terrell        | Griffin Boice                             | 3:27     |  |
| 3.  | «Comin' in Hot»     | Dylan Álvarez, Murillo, Terrell                            | Griffin Boice                             | 3:43     |  |
| 4.  | «My Town»           | Álvarez, Murillo, Ragan, St. Claire                        | Sam Hollander, Dave Katz                  | 3:36     |  |
| 5.  | «I Don't Wanna Die» | Decker, Murillo, Ragan, Terrell                            | Griffin Boice                             | 3:59     |  |
| 6.  | «Hear Me Now»       | Decker, Murillo, Ragan                                     | Sam Hollander, Dave Katz                  | 3:34     |  |
| 7.  | «Gangsta Sexy»      | Álvarez, Murillo, Terrell                                  | Don Gilmore                               | 3:54     |  |
| 8.  | «Glory»             | Decker, Murillo, Ragan                                     | Don Gilmore                               | 3:34     |  |
| 9.  | «Lights Out»        | Álvarez, Decker, Murillo, Terrell                          | Ben Grosse                                | 3:51     |  |
| 10. | «Coming Back Down»  | Decker, Murillo, Ragan                                     | Kevin Rudolf, Jeff Halavacs, Jacob Kasher | 3:23     |  |
| 11. | «Bullet»            | Decker, Murillo, Ragan, Terrell                            | Griffin Boice                             | 3:18     |  |
| 12. | «Levitate»          | Decker, Murillo, Ragan, Terrell                            | Kevin Rudolf, Jacob Kasher                | 3:24     |  |
| 13. | «Pour me»           | Decker, Murillo, Ragan                                     | Don Gilmore                               | 4:03     |  |
| 14. | «Tendencies»        | Decker, Murillo, Ragan, St. Claire                         | Griffin Boice                             | 3:32     |  |

| Deluxe Edition |                  |                                                      |             |          |  |
| N.º            | Título           | Escritor(es)                                         | Producer(s) | Duración |  |
| 15.            | «Mother Murder»  | Decker, Murillo, Ragan, Terrell                      |             | 4:10     |  |
| 16.            | «Lump Your Head» | Álvarez, Decker, Murillo, Ragan, St. Claire, Terrell |             | 3:37     |  |
| 17.            | «Le Deux»        | Álvarez, Decker, Murillo, Ragan, Terrell             |             | 3:45     |  |
| 18.            | «S.C.A.V.A.»     | Murillo, Ragan                                       |             | 4:04     |  |

| iTunes bonus track |                 |                                 |             |          |  |
| N.º                | Título          | Escritor(es)                    | Producer(s) | Duración |  |
| 19.                | «Street Dreams» | Decker, Murillo, Ragan, Terrell | Don Gilmore | 4:04     |  |

| iTunes Pre-Order bonus tracks |                                |                                              |               |          |  |
| N.º                           | Título                         | Escritor(es)                                 | Producer(s)   | Duración |  |
| 20.                           | «Comin' in Hot» (Instrumental) | Álvarez, Murillo, Terrell                    | Griffin Boice | 3:43     |  |
| 21.                           | «Apologize» (Instrumental)     | Álvarez, Murillo, Ragan, St. Claire, Terrell | Griffin Boice | 3:27     |  |

## Puesto
| Listas (2011)             | Posición |
| ------------------------- | -------- |
| Canadian Albums Chart     | 5        |
| UK Albums Chart           | 43       |
| US Billboard 200          | 4        |
| US Top Alternative Albums | 2        |
| US Top Digital Albums     | 2        |
| US Top Hard Rock Albums   | 1        |
| US Top Rock Albums        | 2        |
| US Top Tastemaker Albums  | 11       |

### Listas
| Listas (2011)             | Posición |
| ------------------------- | -------- |
| US Billboard 200          | 142      |
| US Top Alternative Albums | 21       |
| US Top Hard Rock Albums   | 5        |
| US Top Rock Albums        | 26       |

### Versión Historial
| Región         | Fecha               | Compañía                  | Formato                                | Catálogo       | Ref    |
| -------------- | ------------------- | ------------------------- | -------------------------------------- | -------------- | ------ |
| European Union | 4 de abril de 2011  | Polydor                   | CD, Digital download                   | B004NTVMRY     | [ 5 ]  |
| European Union | 4 de abril de 2011  | Polydor                   | Deluxe edition CD and digital download | B004QHBMZK     | [ 6 ]  |
| Estados Unidos | 5 de abril de 2011  | A&M/Octone                | CD, Digital download                   | 15275          | [ 7 ]  |
| Estados Unidos | 5 de abril de 2011  | A&M/Octone                | Deluxe edition CD and digital download | 2762142        | [ 8 ]  |
| Australia      | 8 de abril de 2011  | Universal Music Australia | Deluxe edition CD and digital download | 00602527621425 | [ 9 ]  |
| Japón          | 13 de abril de 2011 | Universal                 | CD, Digital download                   | UICA1058       | [ 10 ] |
| Japón          | 13 de abril de 2011 | Universal                 | Deluxe edition CD and digital download | UICA9031       | [ 11 ] |